# Novo Barreiro

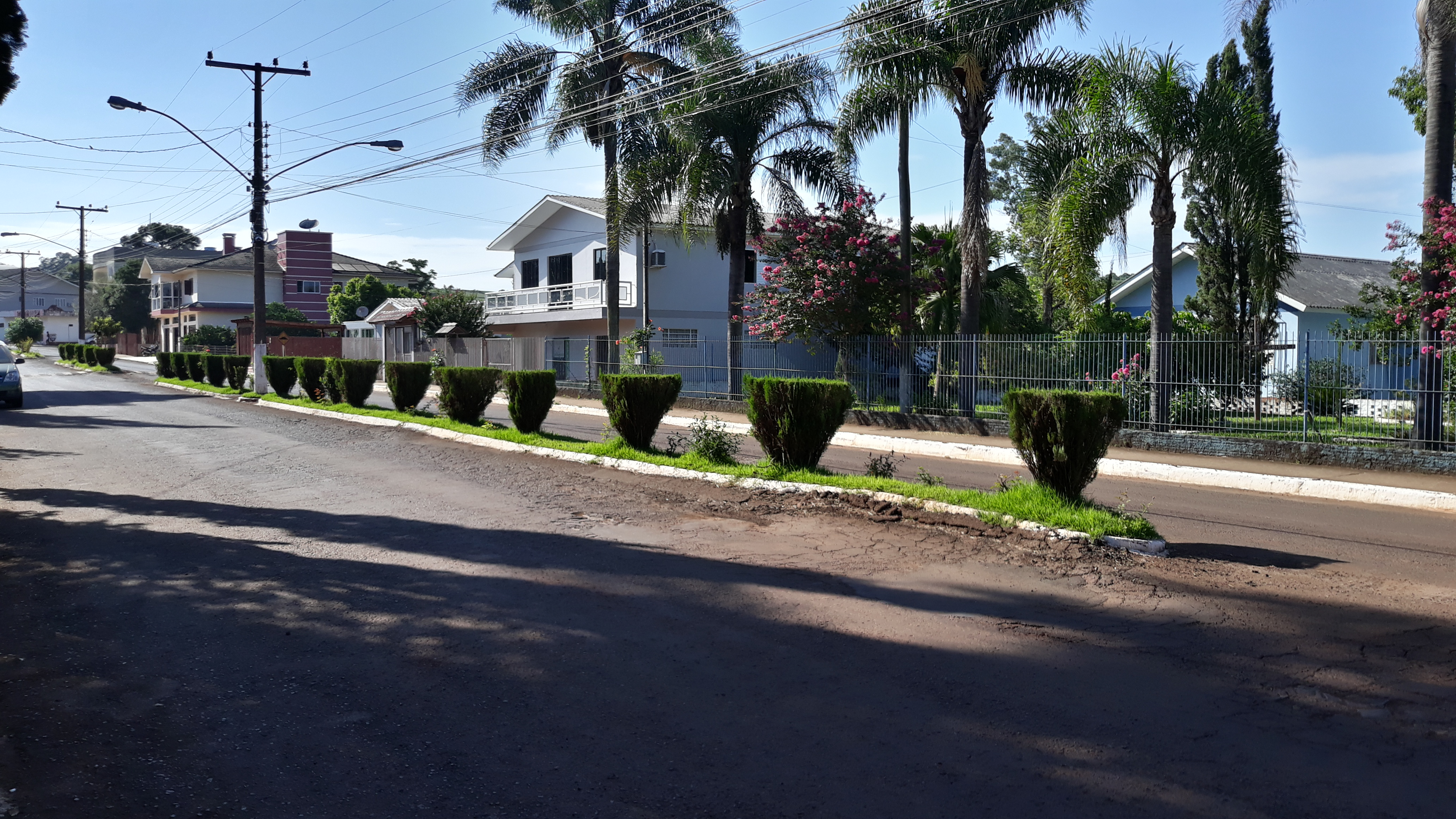
Avenida São João Batista en Novo Barreiro, el 29 de enero de 2019

Novo Barreiro es un municipio brasileño del estado de Rio Grande do Sul.
Se encuentra ubicado a una latitud de 27°54′33″ S y una longitud de 53°6′29″ O, estando a una altitud de 449 metros sobre el nivel del mar. Su población estimada para el año 2004 era de 3.787 habitantes.
Ocupa una superficie de 123,85 km².
- Datos: Q1758121
- Multimedia: Novo Barreiro / Q1758121